# Brauerei-Gasthof Kundmüller
Die Brauerei-Gasthof Kundmüller GmbH ist eine Bierbrauerei im oberfränkischen Weiher (Gemeinde Viereth-Trunstadt). Der Jahresausstoß beträgt mehr als 20.000 Hektoliter. Die Brauerei hat in den Jahren 2008 bis 2010 expandiert, Weiherer-Biere werden auch außerhalb von Oberfranken vertrieben.
Gegründet wurde die Landbrauerei 1874. Vorher wurde Wein hergestellt. Bei den European Beer Star Awards seit 2006 erreichte die Brauerei mehrere Bronze-, Silber- und Gold-Medaillen, zuletzt 2015 eine Bronze-Medaille für den Weizenbock. In der Braustätte werden unter anderem die Biersorten Lagerbier, Weizenbier, Pils, Rauchbier, Bockbier, Kellerbier, Keller-Pils, Urstöffla, Landbier, Weizenbock, India Pale Ale sowie saisonale Biere produziert. Außerdem besteht eine eigene Brennerei, in der verschiedene Schnäpse und Liköre hergestellt werden. Während eines Besuchs des US-amerikanischen Brauers Matt Cole entstand Fat Head, ein Bier mit 7,5 bzw. 9 Prozent Alkoholgehalt und einem speziellen Geschmacksprofil.